# X (social network)
X, conosciuto fino al 2023 come Twitter (IPA: [ˈtwɪt.ə]), è un social network e servizio di microblogging gestito dalla società X Corp. con sede a Bastrop (Texas) e dalla sussidiaria X Internet Unlimited Company (XIUC). 
La Twitter, Inc. è stata fondata in California, ma nel 2007 è stata trasferita sotto la giurisdizione dello Stato del Delaware. Da quando Jack Dorsey la creò nel marzo 2006 e la lanciò nel luglio dello stesso anno, la rete ha guadagnato popolarità in tutto il mondo. Al suo passaggio con X si stima abbia avuto un totale di 1,3 miliardi di utenti, di cui 400 milioni attivi, che generano 65 milioni di tweet al giorno, e abbia gestito più di 800 000 richieste di ricerca giornaliere. È stato anche soprannominato "l'SMS di Internet".
La rete consentiva di pubblicare messaggi di testo di breve lunghezza con un massimo di 280 caratteri (originariamente 140), chiamati tweet, che vengono visualizzati nella pagina principale dell'utente. Ciascun utente può "seguirne" altri e potere così visualizzare i loro tweet nella pagina home del sito, ovvero una bacheca in cui vengono selezionati. Una volta che si "segue" un profilo si è, in gergo, suo seguace, follower.
Per impostazione predefinita i tweet sono pubblici e possono essere trasmessi privatamente, mostrandosi solo a determinati seguaci. Gli utenti possono twittare dal sito web del servizio con applicazioni esterne ufficiali (come per gli smartphone) o tramite il servizio SMS (Short Message Service) disponibile in alcuni paesi. Sebbene il servizio sia gratuito, accedervi tramite SMS comporta tariffe di supporto stabilite dal gestore di telefonia mobile. Twitter utilizza e contribuisce a numerosi progetti open source. Dopo il rebranding in X, i cosiddetti tweet sono sostituiti con i post. Questa sostituzione ha scatenato un dibattito tra gli utenti.
Nel 2012 ha raggiunto i 500 milioni di iscritti e 200 milioni di utenti attivi che accedono almeno una volta al mese. Nel 2013 era uno dei dieci siti più visitati; nel 2018 Twitter contava oltre 321 milioni di utenti attivi mensilmente e fatturava oltre 2,5 miliardi di dollari all'anno, con un valore di mercato superiore a 10 miliardi di dollari.
Il 27 ottobre 2022 Twitter è stato acquistato per 44 miliardi di dollari da Elon Musk, che il 23 luglio 2023 ha annunciato il cambio di denominazione in "X".

## Storia

### Creazione e sviluppo

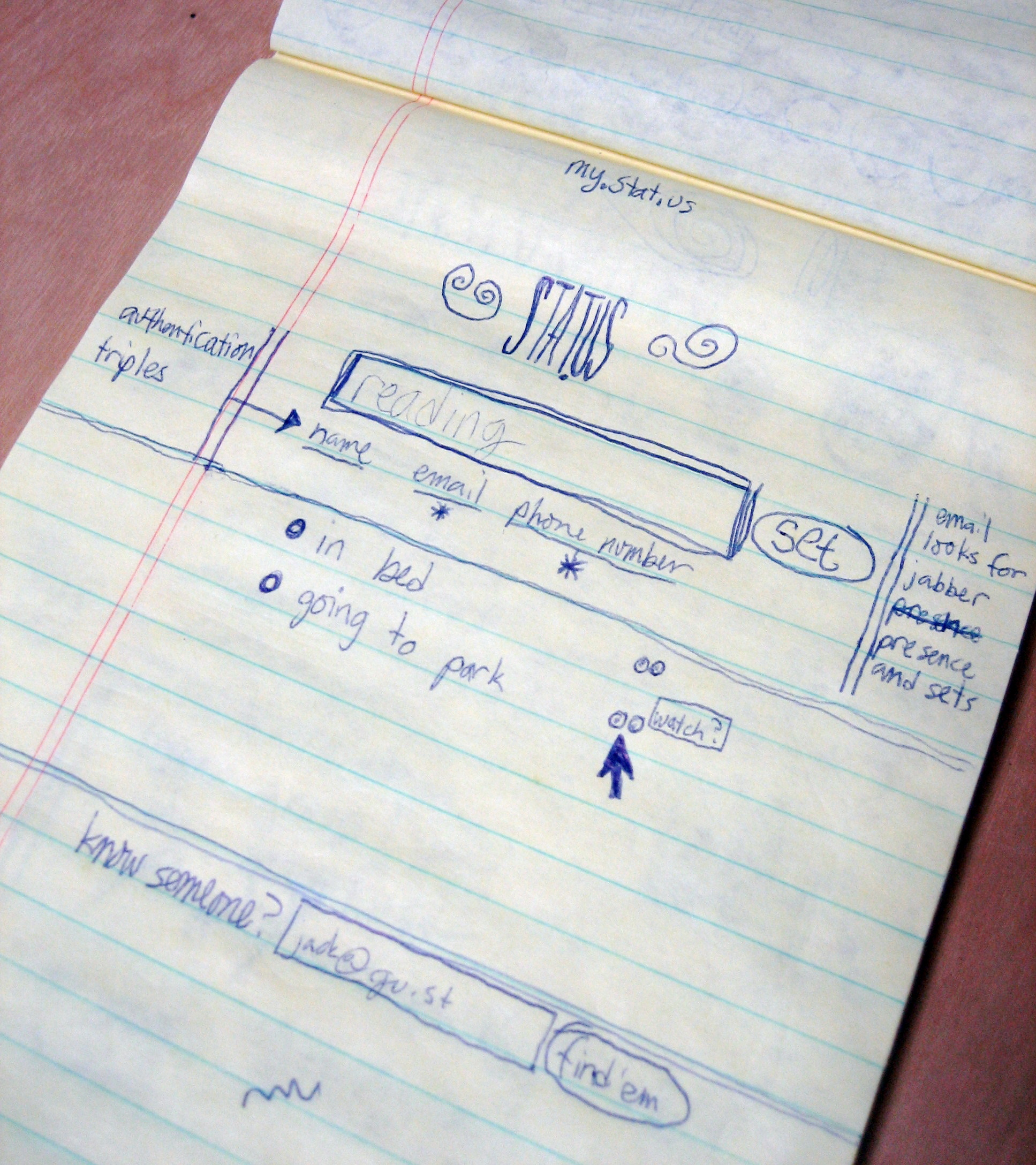
Uno schizzo del progetto di Twitter

La nascita di Twitter risale al 2006, dopo un lungo brainstorming tra i membri di Odeo, una società californiana che stava per lanciare una particolare piattaforma di creazione e gestione dei podcast dal funzionamento molto simile a quello di una casella vocale. L'idea della piattaforma per i podcast non venne mai alla luce perché di lì a poco, con il lancio del primo iPhone, Apple avrebbe lanciato una nuova versione totalmente rivoluzionata di iTunes, che avrebbe capillarmente diffuso in tutti i telefoni e gli iPod di nuova generazione una piattaforma integrata per la sottoscrizione e la gestione dei podcast. Trovatisi a un binario morto, i membri di Odeo iniziarono a cercare un'altra idea originale che li salvasse da un fallimento sicuro. Un giorno, seduto su un'altalena al parco mentre mangiava cibo messicano, Jack Dorsey ebbe l'idea di un servizio che permettesse a un individuo di comunicare con un ristretto numero di persone attraverso degli SMS.
Il primo nome del progetto fu twttr, nome ispirato all'allora già fortunato Flickr e ai 5 caratteri di lunghezza dei numeri brevi per l'invio degli SMS negli USA. Gli sviluppatori scelsero inizialmente il numero "10958" come codice breve per l'invio dei messaggi, numero che fu presto rimpiazzato dal più semplice "40404". Lo sviluppo del progetto iniziò ufficialmente il 21 marzo 2006 quando Dorsey alle 9.50 PM (PST) pubblicò il primo Tweet: «just setting up my twttr».
Dorsey in seguito ha spiegato l'origine del nome Twitter, avvenuta durante la ricerca in un dizionario di una parola che si potesse adattare:
(Jack Dorsey)
Il primo prototipo della piattaforma è stato testato internamente fra gli impiegati di Odeo, mentre la versione finale è stata lanciata e aperta al pubblico il 15 luglio 2006. A ottobre del 2006 Biz Stone, Evan Williams, Noah Glass, Jack Dorsey e alcuni altri membri di Odeo hanno creato la Obvious Corporation, assorbendo Odeo e riscattando tutti i suoi progetti (inclusi Odeo.com e Twitter.com) dagli investitori e dagli azionisti della precedente società. Nell'aprile del 2007 Twitter si è costituita come società indipendente.

### Fortuna e popolarità

Il logo in uso prima del cambio di nome in X, il 28 luglio 2023.

La popolarità di Twitter ha visto una svolta con l'edizione del 2007 del South by Southwest festival: nei giorni dell'evento l'uso di Twitter è triplicato passando da 20 000 a oltre 60 000 Tweet al giorno. All'evento erano presenti due grandi schermi 60 pollici utilizzati esclusivamente per far scorrere lo stream dei Tweet pubblici. Il festival fu un grande evento pubblicitario per il servizio e lo staff ricevette il Web Award Prize.
La società che gestisce il servizio è quotata al NYSE dal 2013. In precedenza, investitori esterni avevano valutato la società circa un miliardo di dollari. Nel giugno 2009 a Twitter è stata dedicata la copertina di Time e un articolo di Steven Berlin Johnson sull'innovazione portata da questo servizio.
Dall'11 dicembre 2009 le lingue attive in Twitter sono il francese, l'italiano, il tedesco e lo spagnolo insieme all'inglese e al giapponese che erano presenti fin dall'inizio.
Il 22 gennaio 2010 è stato il giorno del primo Tweet inviato dallo spazio: l'autore è stato l'astronauta della NASA Timothy Creamer dalla Stazione spaziale internazionale. A partire dalla fine di novembre dello stesso anno diversi altri astronauti della NASA hanno iniziato a inviare aggiornamenti tramite un account comune: @NASA_Astronauts. Nello stesso periodo l'astronauta italiano Paolo Nespoli, tornato nella Stazione Spaziale Internazionale per una missione dell'ESA, ha cominciato a inviare tramite il suo account personale aggiornamenti costanti e foto della Terra vista dallo spazio. L'astronauta è inoltre uno dei celebri protagonisti del video con cui Twitter a marzo del 2011 ha celebrato i 5 anni dal lancio del servizio.
Da aprile 2010, Twitter ha introdotto la possibilità di creare Tweet sponsorizzati, chiamati "Promoted Tweet". Per il momento sono disponibili solo a un numero ristretto di account.
In Italia, il 29 gennaio 2012 Twitter ha per la prima volta battuto una notizia di rilevanza istituzionale con largo anticipo rispetto ai media tradizionali: la morte del presidente emerito Oscar Luigi Scalfaro è stata infatti twittata da un professore universitario, Alberto Gambino, suo amico e collaboratore, con un messaggio su Twitter ben 45 minuti prima delle agenzie di stampa, dando vita a un vivace dibattito in rete.
Il 28 febbraio del 2012 è stata twittata una foto del pilota NASCAR Brad Keselowski scattata da lui stesso in pista, durante un'interruzione della corsa a causa di un incidente, per testimoniare e inviare al mondo quei minuti in cui tutti i piloti in gara si trovavano fermi in attesa della ripartenza al Daytona international Speedway.
Alla fine di settembre 2013 Twitter ha superato 230 milioni di utenti attivi mensili.
Il 29 aprile 2018, l'azienda Solstar ha pubblicato il primo tweet commerciale dallo spazio, al di fuori della Linea di Kármán, durante il decollo del vettore spaziale New Shepard.
Twitter ha subito una crescita notevole durante la pandemia di COVID-19. La piattaforma è stata la più utilizzata per la diffusione di disinformazione legata alla pandemia. Twitter ha iniziato a contrassegnare i tweet contenenti informazioni fuorvianti e ad aggiungere link a fact-checker. Nel maggio 2020, i moderatori di Twitter hanno contrassegnato due tweet dell'allora presidente degli Stati Uniti, Donald Trump, come "potenzialmente fuorvianti" e hanno fornito un collegamento a una verifica dei fatti. Trump ha risposto promulgando un ordine esecutivo per limitare la responsabilità dei social network per la moderazione dei contenuti. Successivamente all'assalto al Campidoglio degli Stati Uniti d'America del 6 gennaio 2021 Twitter ha bloccato l'account personale di Donald Trump a causa di vari tweet dove quest'ultimo inneggiava all'insurrezione e alla violenza.
Il 5 giugno 2021 il governo della Nigeria ha vietato Twitter nel paese dopo che la piattaforma aveva rimosso un tweet del presidente nigeriano Muhammadu Buhari. Il divieto della Nigeria è stato criticato da Amnesty International.
Sempre nel 2021 Twitter ha lanciato Twitter Spaces, che permette di avere conversazioni audio in diretta, ascoltate da spettatori.

### Collaborazioni
Jack Dorsey è stato il primo amministratore delegato dell'azienda. Il 16 ottobre 2008, Dorsey è diventato presidente e Williams ha preso il suo posto come CEO. Il 4 ottobre 2010, Dick Costolo, ex direttore operativo, è divenuto amministratore delegato. Jack Dorsey è tornato a lavorare per Twitter nel marzo del 2010 dividendosi tra l'azienda della ormai consolidata piattaforma sociale di microblogging e Square, azienda nella quale ricopre il ruolo di amministratore delegato e i cui uffici sono a pochi passi di distanza da quelli di Twitter a San Francisco. Nel 2015 Costolo si è dimesso e Jack Dorsey ha ripreso l'incarico di CEO. Nel 2021 Dorsey si dimette lasciando l'incarico da amministratore delegato a Parag Agrawal.

### Nuova proprietà
Il 25 aprile 2022 il consiglio di amministrazione di Twitter ha concordato un'acquisizione da 44 miliardi di dollari da parte di Elon Musk, CEO di SpaceX e Tesla. L'8 luglio Musk ha dichiarato che stava rescindendo l'accordo, sostenendo che la società di social media non aveva fornito informazioni sugli account falsi presenti nella piattaforma. Il 27 ottobre Elon Musk è tornato sui suoi passi, completando l'operazione di acquisto di Twitter per 44 miliardi di dollari. La prima decisione presa da Musk in quanto nuovo proprietario dell'impresa è stata il licenziamento di almeno quattro top manager, tra cui il CEO Parag Agrawal. Il 4 novembre Musk annuncia il licenziamento di metà del personale di Twitter, ovvero circa 3 700 dipendenti.

## Caratteristiche e novità
Il servizio è diventato estremamente popolare, anche come avversario di Facebook, grazie alla semplicità e immediatezza di utilizzo. Esistono diversi esempi in cui Twitter è stato usato dagli utenti per diffondere notizie, come strumento di giornalismo partecipativo. Per esempio, nel caso del terremoto dell'Aquila del 6 aprile 2009, gli utenti Twitter hanno segnalato la notizia prima dei media tradizionali. Twitter deve la sua semplicità anche alla mancanza di alcune funzioni tipicamente riscontrabili in reti sociali come Facebook. Tuttavia esistono molti servizi esterni che possono aiutare a potenziare Twitter e ad arricchirlo con funzionalità tipiche di Facebook.
L'insieme dei post pubblicati su Twitter dagli utenti costituisce un'enorme quantità di materiale, che può essere utilizzata anche dalle aziende: per esempio Dell ha aperto un canale di comunicazione con i propri clienti su Twitter e molti servizi offrono il monitoraggio della reputazione dei marchi su Twitter. Anche in Italia alcune aziende, università, scuole e pubbliche amministrazioni utilizzano Twitter a scopi didattici.
Da quanto riferito nel luglio 2009 da James Halton, capo marketing della società Microsoft, Twitter e Facebook avrebbero fatto parte di un servizio online della Xbox 360 prima del Natale dello stesso anno.

### Tecnologia
L'interfaccia web di Twitter è scritta in Ruby on Rails e i messaggi sono conservati su un server che funziona con software programmato in Scala e ha anche un'API aperta per tutti i tipi di sviluppatori, il che è un grande vantaggio per tutti coloro che desiderano integrare Twitter come servizio sia in altre applicazioni web sia in applicazioni desktop o mobili. Secondo Biz Stone, oltre il 50 percento del nostro traffico arriva attraverso la nostra API. Tuttavia, a causa dei suoi problemi tecnici e di scalabilità, Twitter avrebbe potuto abbandonare Ruby on Rails come framework di sviluppo per avviarne uno nuovo basato su PHP. Tuttavia, Evan Williams ha presto negato queste informazioni in un post (allora tweet) del 1º maggio 2008.
Twitter è stato confrontato con i client Web basati su Internet Relay Chat (IRC), però diversamente da Facebook o altri social network, su Twitter non esiste una chat o l'invio di file allegati e non è consentito inviare messaggi a persone che non sono follower; i messaggi possono essere ricevuti solo se il destinatario è un following del mittente, mentre per inviare un messaggio diretto è sufficiente avere il destinatario come follower.

### Tweet
I tweet (dal 30 luglio 2023 ufficialmente denominati post) sono visibili pubblicamente per impostazione predefinita, ma i mittenti possono limitare la consegna dei messaggi ai propri seguaci. Gli utenti possono twittare tramite il sito Web di Twitter, applicazioni esterne compatibili (come per gli smartphone) o tramite Short Message Service (SMS) disponibile in alcuni paesi. Gli utenti possono iscriversi agli account di altri utenti, e gli abbonati sono noti come "seguaci" o "tweep", un portmanteau di Twitter e peeps (sbirciare). I singoli tweet possono essere inoltrati da altri utenti al proprio feed, un processo noto come "retweet". Gli utenti possono anche mettere "mi piace" (precedentemente li si aggiungeva ai "preferiti") ai singoli tweet. Twitter consente agli utenti di aggiornare il proprio profilo tramite il proprio telefono cellulare tramite messaggi di testo o app commercializzate per determinati smartphone e tablet. Twitter è stato paragonato ai client IRC (Internet Relay Chat) basato su web. In un saggio della rivista Time del 2009, l'autore Steven Berlin Johnson descrive la meccanica di base di Twitter come "molto semplice":
I messaggi sono impostati su un massimo di 140 caratteri per la compatibilità con i messaggi SMS, introducendo la notazione abbreviata e il gergo di Internet comunemente utilizzati negli SMS. Il limite di 140 caratteri ha anche portato alla proliferazione di servizi di riduzione degli URL, come bit.ly, goo.gl e tr.im, e di siti Web di hosting di materiali come TwitPic, memozu.com e NotePub per il caricamento di materiale multimediale e testi di oltre 140 caratteri. L'11 giugno 2015, Twitter ha annunciato che questa limitazione di carattere sarebbe stata rimossa nei messaggi privati a partire da luglio dello stesso anno, lasciando il limite fissato a 10 000 caratteri. Il limite è stato esteso a 280 caratteri nel 2017.
Nel maggio 2016, la società ha rivoluzionato il funzionamento della piattaforma, facendo sì che nomi degli utenti e link delle immagini non vengano conteggiati nei 140 caratteri canonici. Inoltre, i tweet che iniziano con una menzione sono visibili a tutti e non solamente all'utente menzionato. Nel settembre 2017 Twitter ha raddoppiato la lunghezza dei messaggi, portandola a 280 caratteri.
Twitter utilizza un proprio accorciatore di collegamenti, t.co, che è anche una misura di sicurezza per prevenire lo spam.
Secondo una ricerca pubblicata ad aprile 2014, circa il 44% degli account presenti su Twitter non ha mai twittato.
Il primo tweet è stato pubblicato da Jack Dorsey (il creatore) alle 12:50 UTC-8 del 21 marzo 2006, che recita "just setting up my twttr" ovvero: "sto semplicemente impostando il mio twitter".
Dopo il rebranding in X, dal 31 luglio 2023 i cosiddetti tweet sono stati rinominati post.

### Hashtag
I messaggi brevi di Twitter possono essere etichettati con l'uso di uno o più hashtag: parole o combinazioni di parole concatenate precedute dal simbolo cancelletto ("#"). Etichettando un messaggio con un hashtag si crea un collegamento ipertestuale a tutti i messaggi recenti che citano lo stesso hashtag.
Allo stesso modo, "@" (chiocciola) seguito da un nome utente viene utilizzato per menzionare o rispondere ad altri utenti. Per ripubblicare un messaggio da un altro utente e condividerlo con i seguaci stessi, la funzione di retweet è contrassegnata da un "RT" nel messaggio.
Alla fine del 2009 è stata aggiunta l'opzione elenco, che consente di seguire (nonché menzionare e rispondere a) elenchi di utenti anziché singoli utenti.
Nel 2010 Twitter ha introdotto nella prima pagina le tendenze, ossia l'elenco degli hashtag estremamente utilizzati. Nel 2012 sono state introdotte le tendenze in base alla posizione, che permettono la visualizzazione degli hashtag più popolari per ogni paese o città.
In occasione del mondiale di calcio di Sudafrica 2010, Twitter ha introdotto gli hashflag: quando si scrive come hashtag la sigla di una nazione, compare la relativa bandiera. Essi sono poi stati riproposti a Brasile 2014 e, con forme diverse, in occasione dell'Eurovision Song Contest 2015 (la forma di cuore), del mondiale di calcio femminile in Canada (foglia d'acero), della Copa América 2015 (la stella logo dell'evento), di Euro 2016 (palloni) e prima delle elezioni parlamentari del Regno Unito.

#### Implementazione di ideogrammi nel testo
A metà 2014, da quando Twitter ha implementato la dipendenza open source di ideogrammi, è stata aggiunta la possibilità di inserire messaggi (a parte il semplice testo) per aggiungere nuovi strumenti per il testo come le "emoji", rivoluzionando così il modo di comunicare su tale social network.
Da giugno 2016, la società ha implementato un altro nuovo sistema per incoraggiare il pubblico a continuare a utilizzare gli emoji per i contenuti Web di Twitter, ovvero una funzione per aggiungere "adesivi" alle immagini caricate dagli utenti.

### Utilizzo via SMS
Tramite SMS, gli utenti possono comunicare tramite cinque numeri di gateway brevi, per Stati Uniti, Canada, India, Nuova Zelanda e un codice per l'Isola di Man per uso internazionale. Esiste anche un codice funzione per il Regno Unito accessibile solo se si utilizza Vodafone, O2 e Orange. In India, poiché Twitter supporta solo tweet scritti dall'operatore Bharti Airtel, è stata creata una piattaforma alternativa chiamata smsTweet per essere utilizzata su tutte le piattaforme. Esiste una piattaforma simile chiamata GladlyCast per l'uso a Singapore, in Malesia e nelle Filippine.

### Autenticazione
Dal 31 agosto 2010, le applicazioni Twitter di terze parti devono utilizzare OAuth, un metodo di identificazione che non richiede all'utente di fornire la propria password all'applicazione. In precedenza, l'identificazione OAuth era facoltativa, ora è obbligatoria e il metodo di autenticazione nome utente/password è stato deprecato e non è più funzionale. Twitter ha dichiarato che il passaggio a OAuth significherebbe "maggiore sicurezza e un'esperienza migliore".

### Twitter Blue
Twitter Blue, ora X Premium, è il servizio di abbonamento Twitter. Sono disponibili 3 piani: Basic, Premium e Premium+, ognuno con delle funzionalità specifiche. In particolare gli abbonati a Premium e Premium+ ottengono la spunta blu e la verifica facoltativa dell'identità.

### Twitter Ads
È il servizio pubblicitario a pagamento di Twitter che consente alle aziende di pubblicare tweet specifici per clienti definiti all'interno di un determinato target o pubblico, pagando in base all'obiettivo perseguito dall'inserzionista.

### Spaces e newsletter
Nel marzo del 2021 Twitter ha lanciato due nuove funzioni in versione beta, rendendole disponibili solo ad alcuni utenti.
Con i Twitter Spaces gli utenti Android hanno la possibilità di costruire delle chat vocali come su Clubhouse, a queste possono partecipare come speaker o anche solo come ascoltatori. Inoltre, con l'acquisizione della piattaforma Revue, il social ha lanciato un suo servizio di newsletter.

### Contenuto dei tweet

Tabella che mostra il contenuto dei post di Pear Analytics, in ordine decrescente e rispettivo:
1. Notizie
2. Messaggi indesiderati (spam)
3. Autopromozione
4. Conversazioni senza senso
5. Conversazioni
6. Messaggi ripetuti

### Demografia

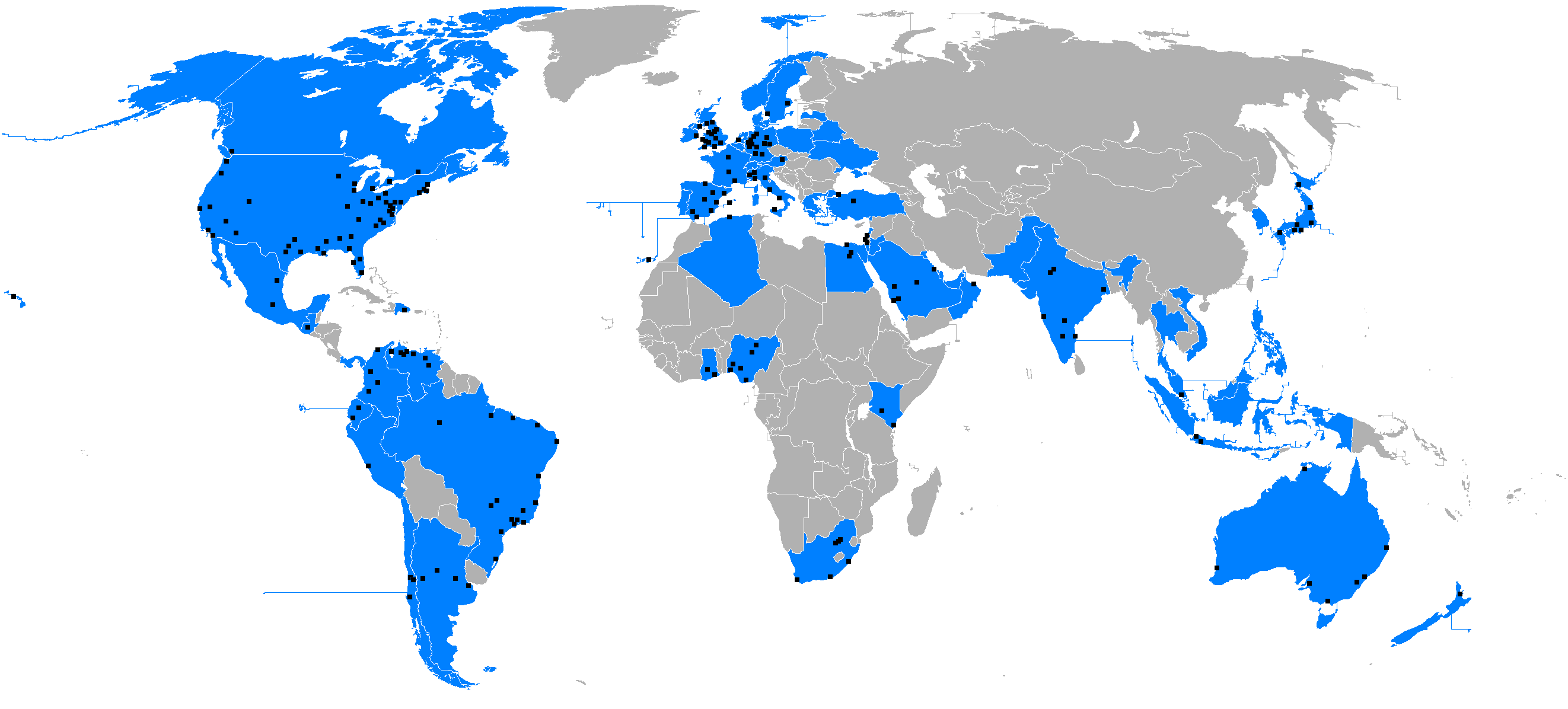
Paesi e città con temi del momento (TT) indipendenti nella rete sociale

## Uso e impatto sociale

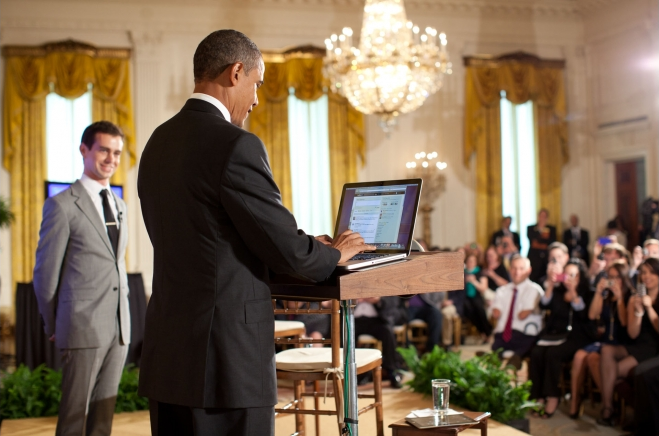
Dorsey (a sinistra) dichiarò dopo una conferenza al Twitter Town Hall del luglio 2011, che Twitter aveva ricevuto più di 110000 tweet con l'hashtag #AskObama

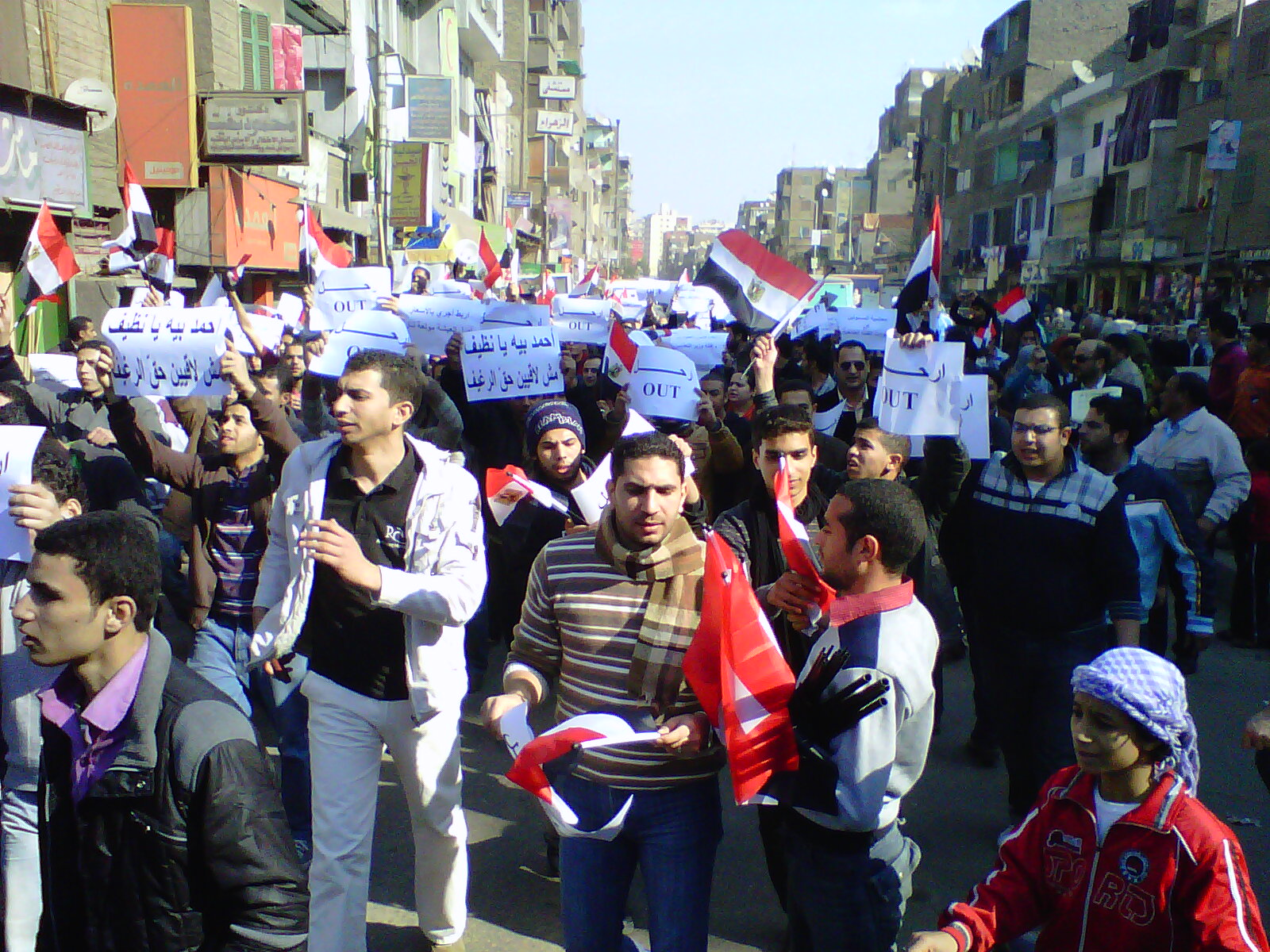
Manifestante durante il Giorno dell'ira della rivoluzione egiziana del 2011. La crisi divenne molto controversa e fu molto commentata su Twitter.

## Logo e carattere

il logo Twitter dal 14 settembre 2010 al 5 giugno 2012

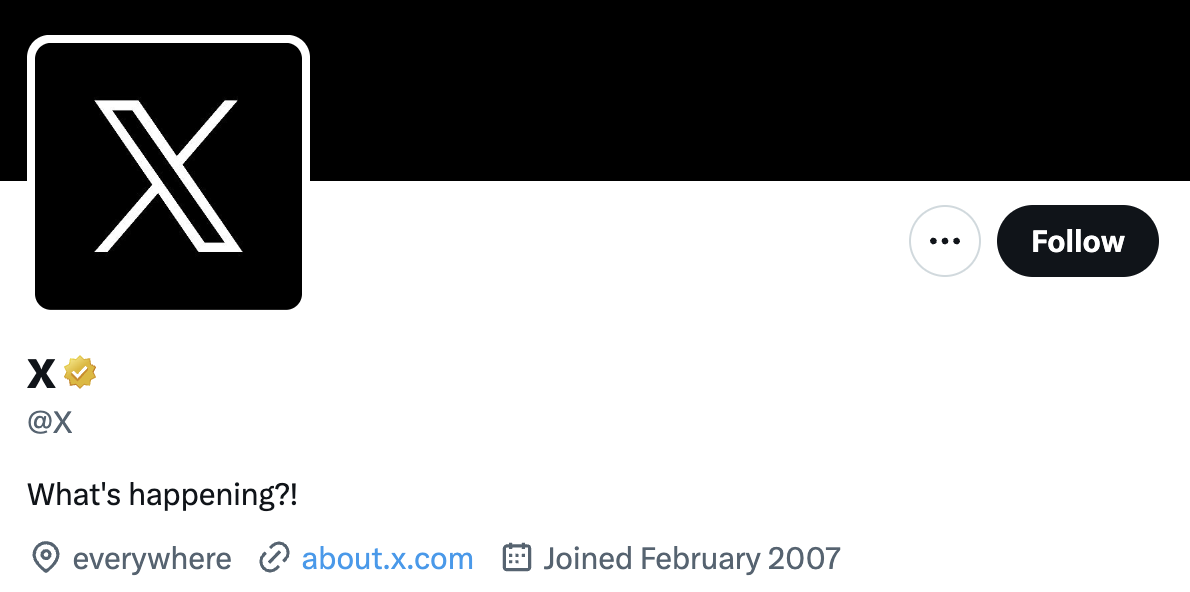
il profilo ufficiale di X sui siti, a partire dall'agosto 2023.

## Profilo aziendale

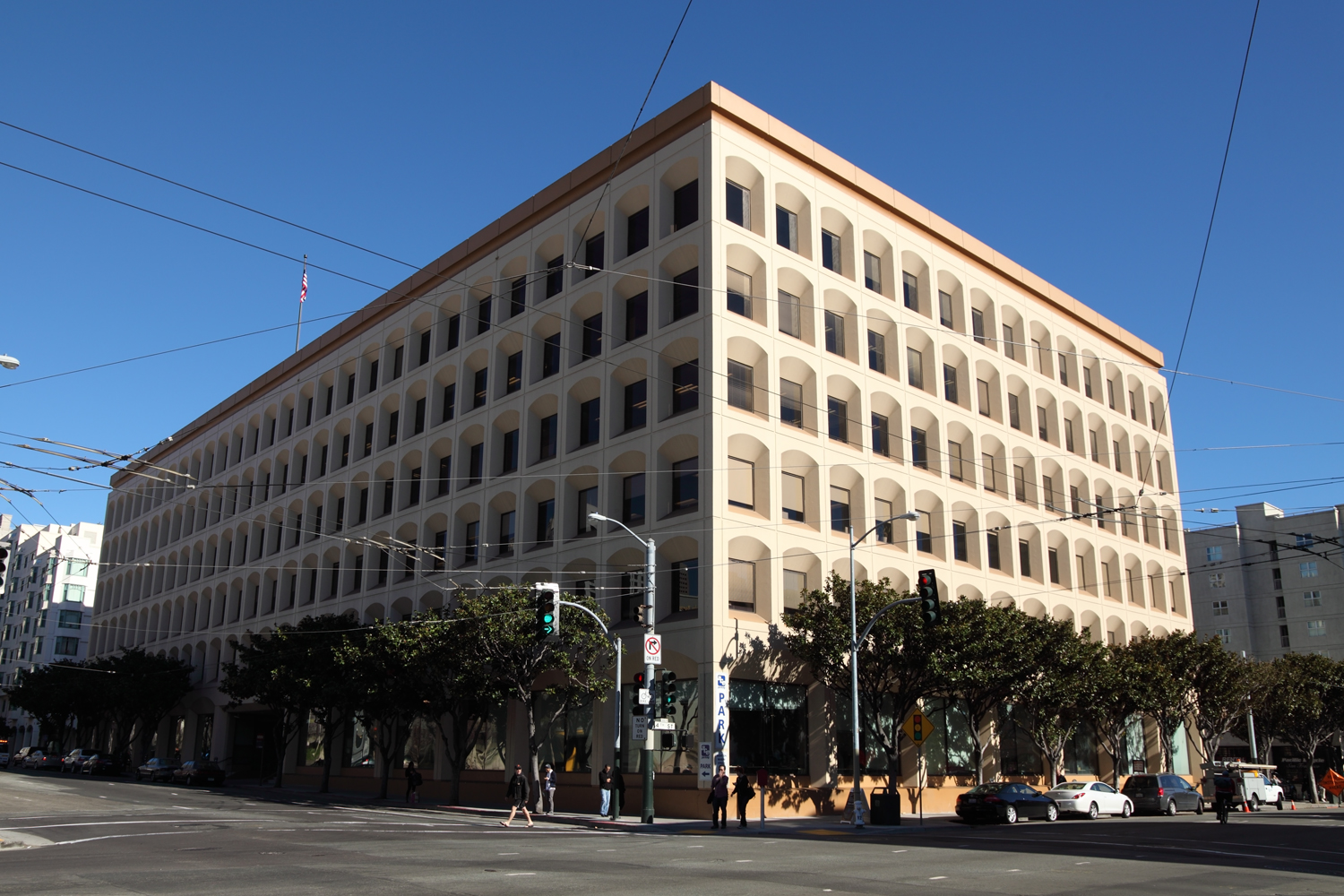
La sede dell'azienda a San Francisco, California, Stati Uniti d'America